# Puerto de Susten
El Puerto de Susten (en alemán Sustenpass) es un puerto de montaña que enlaza el Cantón de Uri con el de Berna. La carretera tiene 45 km de longitud y está normalmente abierta al tráfico entre junio y octubre. Parte de Wassen en la rampa norte del paso del Gotardo con una pendiente máxima del 9%. En el túnel de la cima alcanza 2.224 m de altitud. La rampa oeste hacia el Oberland bernés tiene también una pendiente del 9%. En Innertkirchen confluye la carretera del puerto de Susten y la del puerto de Grimsel.

## Historia
Los hallazgos arqueológicos, entre ellos del tronco de un cembro y de turba, indican que este paso estaba a veces sin nieve en tiempos prehistóricos.
El nombre de Susten procede de Sust, en alemán almacén o depósito. Desde la Edad Media ha existido una ruta comercial por el Susten.
Los cantones de Uri y Berna decidieron en 1810 construir un camino. Las obras duraron de 1811 a 1817. Por razones estratégicas se construyó la carretera actual antes de la Segunda Guerra Mundial entre 1938 y 1945.